# Metapenaeopsis proxima
Metapenaeopsis proxima är en kräftdjursart som beskrevs av Crosnier 1991. Metapenaeopsis proxima ingår i släktet Metapenaeopsis och familjen Penaeidae. Inga underarter finns listade i Catalogue of Life.